# Keserű álcölöpgomba
A keserű álcölöpgomba vagy barnafoltos álcölöpgomba (Clitocella popinalis) a döggombafélék családjába tartozó, Európában és Észak-Amerikában honos, lomberőkben, réteken élő, nem ehető gombafaj. 

## Megjelenése
A keserű álcölöpgomba kalapja 2-5 cm széles; alakja fiatalon domború; később kiterül, lapossá, sőt közepén bemélyedővé válik. Színe világos- vagy sötétebb szürke, barnásszürke, idősen koncentrikusan elhelyezkedő gyűrődések, szakadások lehetnek rajta. Széle kezdetben begöngyölt, később hullámos. Felülete fiatalon erősen deres, idősen (vagy sérülésre) kissé feketedő.
Húsa fehér, idővel nem változik vagy kissé szürkül-feketedik. Szaga lisztes, avas; íze keserű, lisztes.  
Közepesen sűrű lemezei lefutók, gyakran villásan elágazók. Színük hamuszürke, szürkésokkeres, sérülésre sötéten foltosodnak.
Tönkje 3-5 cm magas és max 0,7 cm vastag. Alakja hengeres vagy töve felé vékonyodó. Színe a kalapéval egyezik; tövénél barnás, jól látható fehéres micéliumkötegekkel.
Spórapora rózsaszín. Spórája szabálytalanul ellipszoid vagy mandulaforma, felülete finoman szemcsézett, mérete 4-6 x 3-5 μm.

### Hasonló fajok
A tövisaljagombával lehet összetéveszteni. 

## Elterjedése és termőhelye
Európában és Észak-Amerikában honos. Magyarországon nem gyakori. Vörösödő húsú változatát (var. rubescens) az Aggteleki Nemzeti Park területéről írták le 1994-ben.
Lomberdőben, tisztásokon, réteken, legelőkön él, ahol a korhadó növényi maradványokat bontja. Júniustól októberig terem.

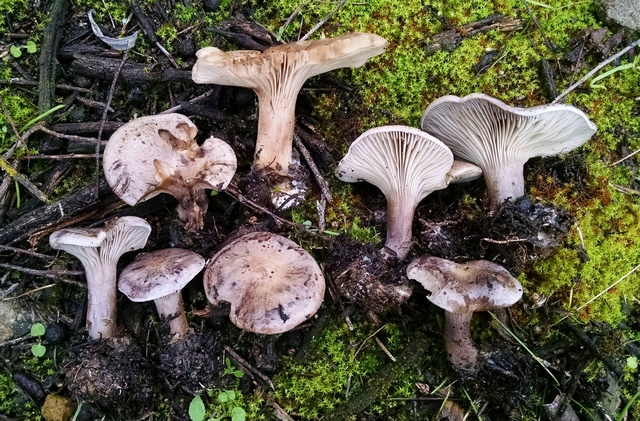
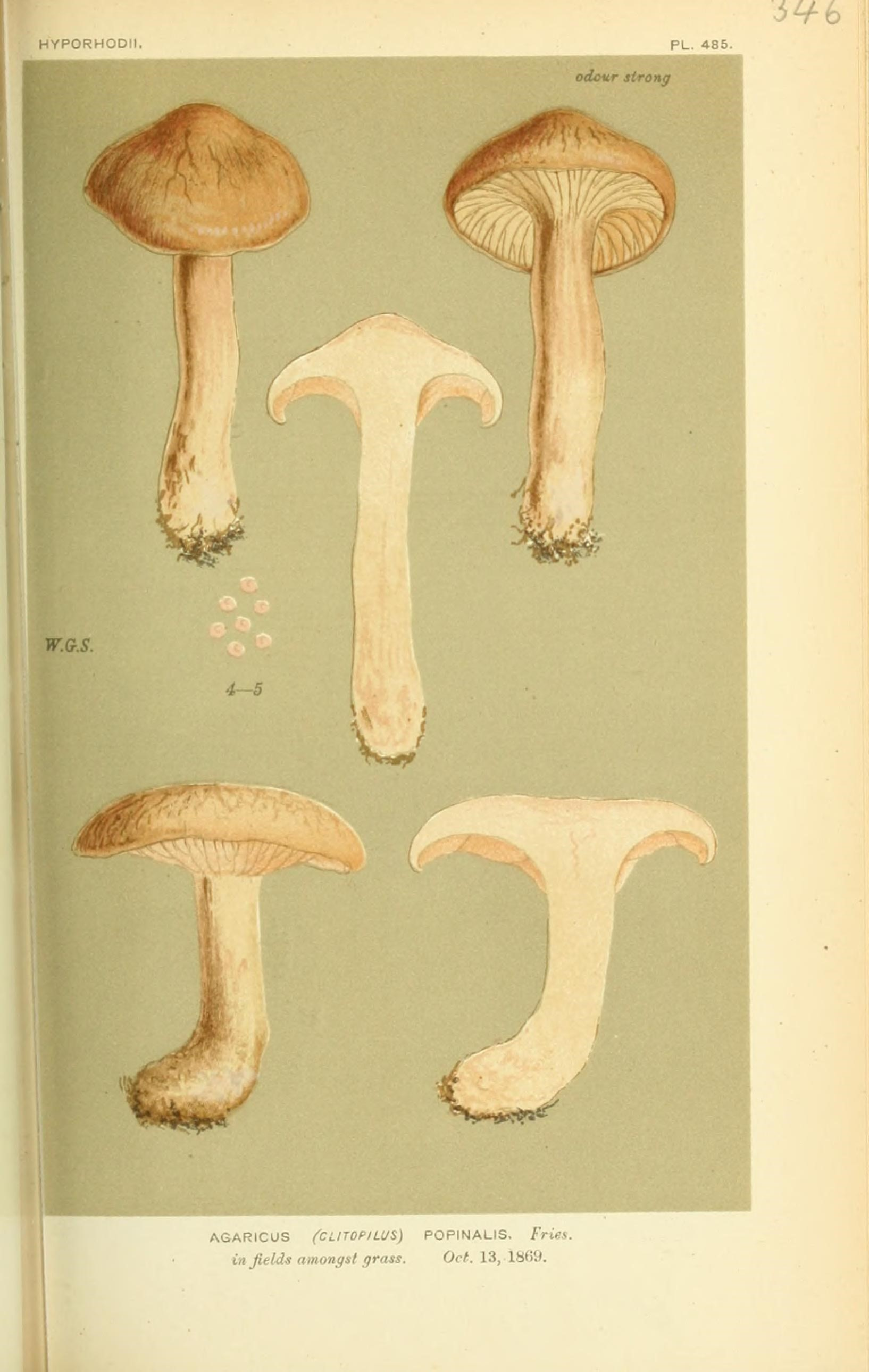

Nem ehető.  